# Jour du vœu

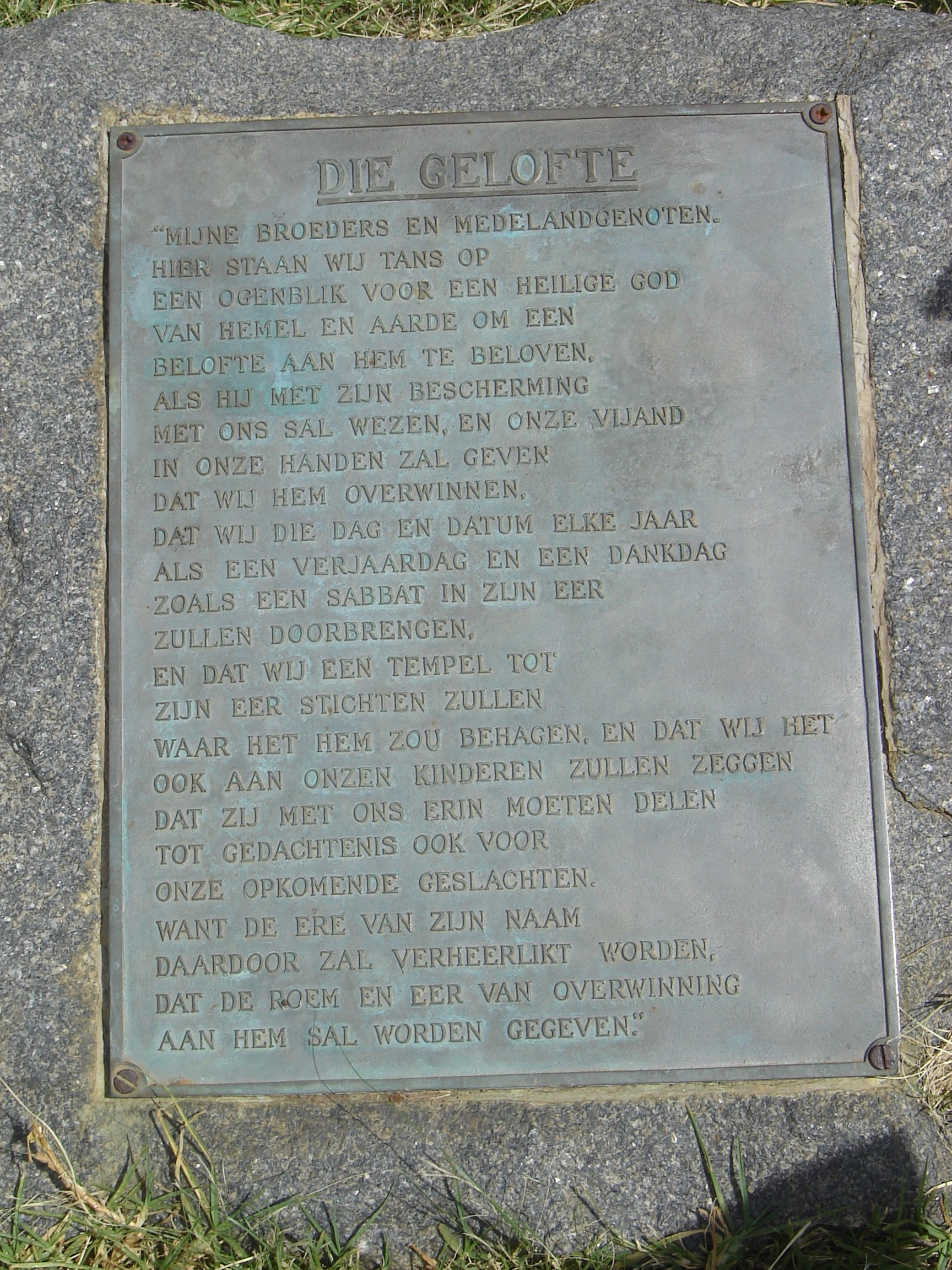
Plaque reprenant le vœu apposée près de l'endroit où le laager fut formé durant la bataille de Blood River.

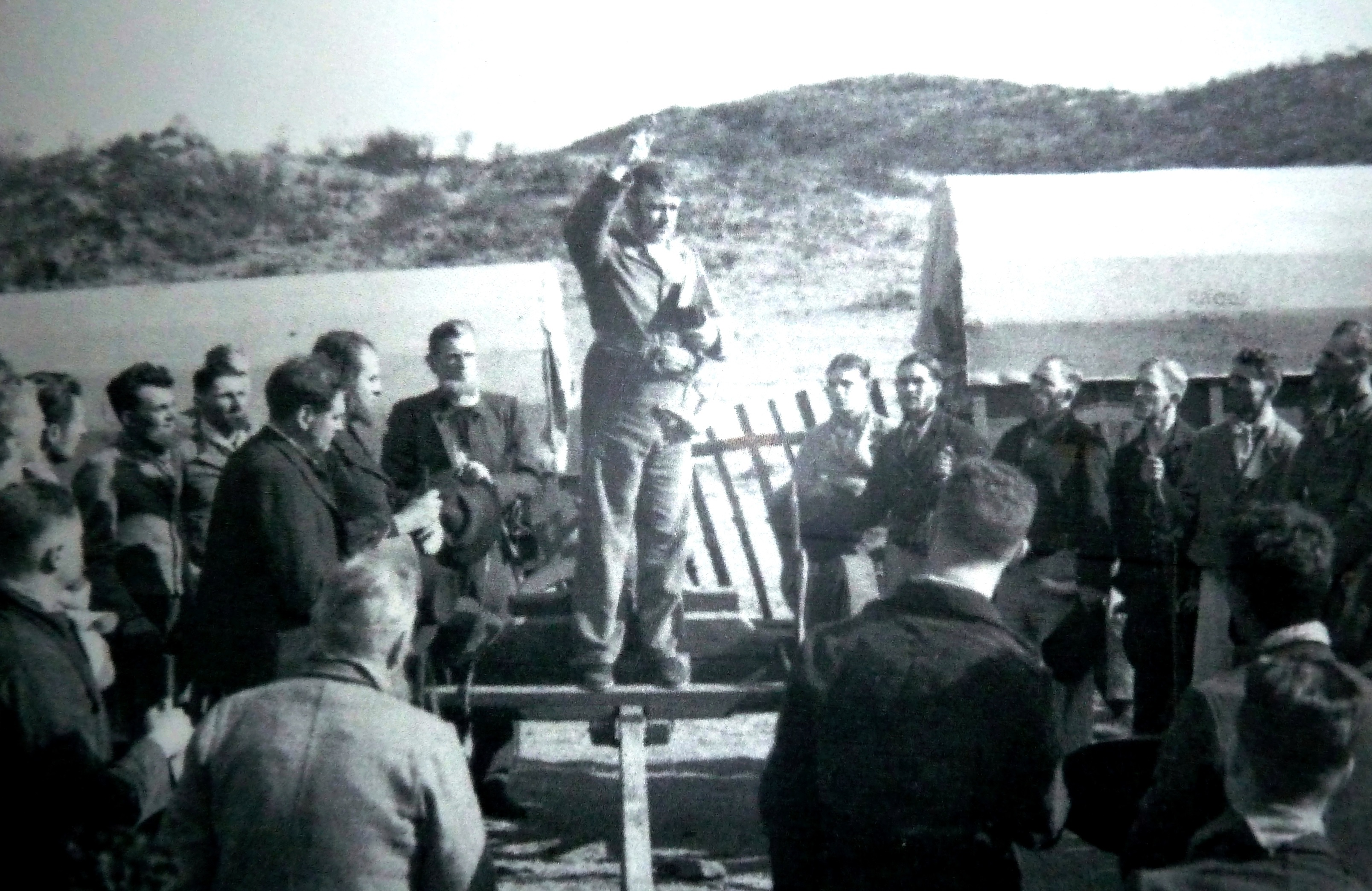
Scène du vœu prononcé par Sarel Cilliers dans le film Die bou van 'n nasie (ils ont construit une nation) réalisé en 1938 par Joseph Albrecht et A.A. Pienaar.

Le  jour du vœu (Day of the Vow en anglais et Geloftedagen afrikaans) est le nom d'un jour férié sud-africain correspondant au 16 décembre dans le calendrier et rebaptisé  jour de la réconciliation en 1995. Cette fête nationale et religieuse commémore la victoire des Boers contre les Zoulous durant le grand Trek. 
Le jour du vœu est très lié au nationalisme afrikaner, développé depuis le milieu du XIXe siècle, alors que le jour de la réconciliation vise à célébrer l'unité et la réconciliation entre les peuples sud-africains, autour du 16 décembre en tant que date commune significative pour les différents groupes ethniques du pays.

## Paroles du vœu
« Mes frères et compatriotes, nous sommes réunis aujourd’hui devant le Dieu du ciel et de la terre, afin de faire une promesse. S’Il se tient à nos côtés, nous protège et nous livre nos ennemis afin que nous puissions triompher d’eux, alors nous faisons le vœu de respecter le jour et la date anniversaire de l’événement comme un jour de sabbat, en Son honneur, et nous ferons en sorte que nos enfants participent à ce jour de souvenir. Si quelqu’un ne devait pas être d’accord avec ce vœu, qu’il s’en retourne chez lui, car la magnificence de Son nom sera honorée dans l’allégresse, et toute la gloire de la victoire lui reviendra ».

## Cinématographie
Les films sud-africains De Voortrekkers d'Harold Shaw (1916) et Die bou van 'n nasie (ils ont construit une nation), réalisé en 1938 par Joseph Albrecht et A.A. Pienaar, consacrés aux Voortrekkers, décrivent cet épisode historique du Grand Trek qui précéda la bataille de Blood River.